# Ryan Firebee
O Ryan Firebee foi um veículo aéreo não tripulado desenvolvido pela Ryan Aeronautical Company. O seu desenvolvimento iniciou-se em 1951 e foi um dos primeiros drones a usar tecnologia a jato e um dos mais usados já alguma vez construídos, tendo sido operado pela Força Aérea dos Estados Unidos e pelas Forças Armadas da Turquia.